# Tachinomyia dakotensis
Tachinomyia dakotensis là một loài ruồi trong họ Tachinidae.